# Outsiders Joy
Outsiders Joy est un groupe de punk rock allemand, originaire de Cologne.

## Histoire
En 1995, Party et Ribble fondent Die Gebrüder Schlimm, un groupe dans lequel Ribble joue de la batterie et Party est chanteur et guitariste. Ainsi, la première chanson Rafunzel est enregistrée à deux, avant qu'Örny ne commence quelques mois plus tard comme bassiste. À partir de ce moment-là, le groupe s'est appelé Crawlvirus. Début 1996, Christoph devient un autre guitariste, le nom du groupe change pour Outsiders Joy.
Au cours des quatre premières années après la fondation du groupe en 1995, une variété de constellations de chanteurs, de chanteuses et de deuxièmes guitaristes sont testées, avant qu'en 1999, ils se mettent d'accord sur la formation guitare, basse, batterie et triple chant et, depuis lors, agissent en trio.
Après quelques démos, en 1999, le premier album studio Große graue Männer est enregistré et distribué seul et sans label. Ils travaillent ensuite avec les labels NC-Music et Nix-Gut Records. En plus du premier album, quatre autres chansons sont publiées sur les compilations Chaos, Bier und Anarchie 3 + 4 et Deutschpunk Gewitter 3.
L'album Sonnenbankgebräunter Anabolikamutant paraît en 2008 chez Hulk Räckorz. En mars 2010, dans le sixième volume de la compilation de couvertures Punk Chartbusters, les Outsiders Joy reprennent Lemon Tree de Fools Garden.
Juste à temps pour le 15e anniversaire du groupe, l'album Yes we can est présenté le 15 octobre 2010 au SJZ Siegburg dans le cadre d'un concert. L'album sort chez Hulk Räckorz sur CD et LP en une édition très limitée.
À l'été 2011, un single Für immer FC sort en téléchargement uniquement sur Hulk Räckorz, il contient deux chansons dédiées au club de football 1. FC Cologne.
En juillet 2012, Falte, batteur depuis 2005, annonce son retrait pour des raisons personnelles, mais joue quand même les concerts déjà prévus et quitte le groupe à l'automne 2012.
Après une année inactive en 2013, Fratz devient le nouveau batteur en février 2014 ; il est le propriétaire du label Hulk Räckorz. Avec lui, ils se préparent pour le 20e anniversaire du groupe, qui est célébré le 19 décembre 2015 comme l'un des derniers concerts du nouveau SJZ Siegburg. De plus, le groupe produit un nouvel album intitulé Rasierapparat, qui paraît le 1er avril 2016 chez Hulk Räckorz.

## Discographie
Démos
- 1996 : Wir haben's wenigstens versucht (MC)
- 1997 : Bee Pops (MC)
- 1998 : L'apéritif (CD)
- 2001 : Auf dem Weg des Lebens (CD)

Albums
- 1999 : Große graue Männer (CD)
- 2008 : Sonnenbankgebräunter Anabolikamutant (CD)
- 2010 : Yes We Can (CD/LP)
- 2016 : Rasierapparat (LP)

Singles
- 2011 : Für immer FC (téléchargement)

## Source de la traduction
- (de) Cet article est partiellement ou en totalité issu de l’article de Wikipédia en allemand intitulé « Outsiders Joy » (voir la liste des auteurs).